# Elymnias mariae
Elymnias mariae är en fjärilsart som beskrevs av Lambertus Johannes Toxopeus 1936. Elymnias mariae ingår i släktet Elymnias och familjen praktfjärilar. Inga underarter finns listade i Catalogue of Life.